# 長尾川 (千葉県)
長尾川（ながおがわ）は、千葉県南房総市・館山市を流れる二級河川。離島を除けば、県管理の指定河川としては関東最南端の河川である。かつて存在した長尾藩・長尾村は本河川から名を取ったものとされているが、河川名の由来そのものは不明とされている。

## 地理
南房総市旧千倉町域の高塚山西麓を源流とし西へ流れる。ほどなく館山市南東の畑地区へ入り、南北から複数の源流を合わせる（長尾川集水域と呼ばれる）。やがて流路は南房総市との市境となり、大きな蛇行を繰り返し山間部を進んでゆく。白浜ダムより流れてきた支流の馬喰川を合わせ南西へ流れる。平野部がなく急傾斜の山間部を大きく蛇行していることから、天然の要害として明治初期には長尾藩の長尾陣屋（長尾城）が開設されたものの、建設中の陣屋が台風により倒壊し事実上機能することなく北条陣屋（館山市中心部）へ移転となった経緯がある。周辺の「滝口」という地名は、長尾川が本地で小さな滝を形成していることに由来するとされる。長尾橋付近で山間部を抜けると間もなく河口となる。流域の大部分を山間部が占め、河口付近に東西に広がる狭い平野部は畑がメインであるため、流域に水田はほぼ存在しない。一方で旧白浜町域2900軒の給水を流路上にある白浜浄水場が全て担っており、平均日量2,610立方メートルの約89%を賄う町の水がめとなっている。
全体の流路延長は15km余りに及び、うち馬喰川合流地点より下流7.6kmが千葉県管理の二級河川に指定されている。支流の馬喰川も、白浜ダム部より長尾川までの1.2kmが二級河川である。
馬喰川にある白浜ダムは白浜町水道事業の一環として1966年（昭和41年）に建設された上水道ダムである。また浄水場の取水口で測定されたBOD値は常に1を下回っており、県内最低値を記録することも多く二夕間川と並んで千葉県内で最もきれいな河川の一つである。流域にゴルフ場等の開発計画が浮上した際には、水道水源汚染の懸念から1996年（平成8年）に当時の白浜町が長尾川流域に係る水源水質保全条例を制定し、合併後の南房総市へ引き継がれている。
下流部には1888年（明治21年）3月に架設された3連石造りアーチ橋の眺尾橋が残っており、千葉県の有形文化財に指定されている。

## 歴史
旧白浜町域には本河川を除き利活用できるほどの規模の河川がなく、長尾川から分水し観乗院の後ろから横渚地区の耕地へ至る水路が古くから存在したが、そこから更にかつての白浜村（現・白浜町白浜）まで灌漑溝が延長されており、沿革が記録されていないが縫伝之助氏によって慶長年間に築造されたものと推案されている（取水口は後に二度付け替えられ、漸次上流へ移動したとされる）。
その後1702年（元禄16年）11月23日夜に元禄地震が発生し、当地にあった「ふじ山」が崩壊して長尾川下流及び灌漑水路を埋め尽くしてしまい、白浜村・滝口村両村の農民を駆り出して土砂を除去し復旧した。この際に最後に残った川の中の大石を運び出せず、石ノミで砕いて片付けようと中央に割れ目を入れたところ血が噴き出し、ふじ山の神霊が宿る石であると祟りをおそれてそのまま放置された「長尾川の立石」の伝説がある。この立石は年々風化と川底の浸食により小さくなっており、また元来眺尾橋の上流にあったものが1996年（平成8年）の台風により河口まで押し流されているが、当時のものと伝えられる一筋の割れ目が残されているという。